# Les petites angleses
Les petites angleses (títol original en francès: À nous les petites Anglaises !) és una pel·lícula francesa escrita i dirigida el 1975 per Michel Lang, estrenada el 1976. Ha estat doblada al català.

## Argument
Estiu 1959. Després d'haver-hi suspès el batxillerat, dos estudiants francesos, Jean-Pierre i Alain veuen les seves vacances a St Tropez anul·lades pels seus pares, en benefici d'una estada lingüística d'un mes en el sud dl'Anglaterra per, oficialment, millorar el seu anglès.
Alain és d'una naturalesa romàntica i està decebut de deixar la seva amiga a París, però Jean Pierre li puja la moral: Aquestes vacances forçoses seran l'ocasió de fer noves conquestes perquè segons ell és ben conegut, les angleses són molt més alliberades i adoren els "Frenchies"....

## Repartiment
- Rémi Laurent: Alain
- Stéphane Hillel: Jean-Pierre
- Véronique Delbourg: Claudie
- Sophie Barjac: Véronique
- Michel Melki: Pierrot
- Julie Neubert: Carol
- Rynagh O'Grady: Doreen
- Aïna Wallé: Britt
- Brigitte Bellac: Mireille
- Frédéric Pieretti: David
- Marc Chouppart
- Pierre Pradinas: François
- Françoise Engel: la mare d'Alain
- Martine Sarcey: la mare de Jean-Pierre
- Caroline Beaune
- Béatrice Saint-Marc

## Nominacions
- 1977: César a la millor música original per Mort Shuman